# Zweedse Academie

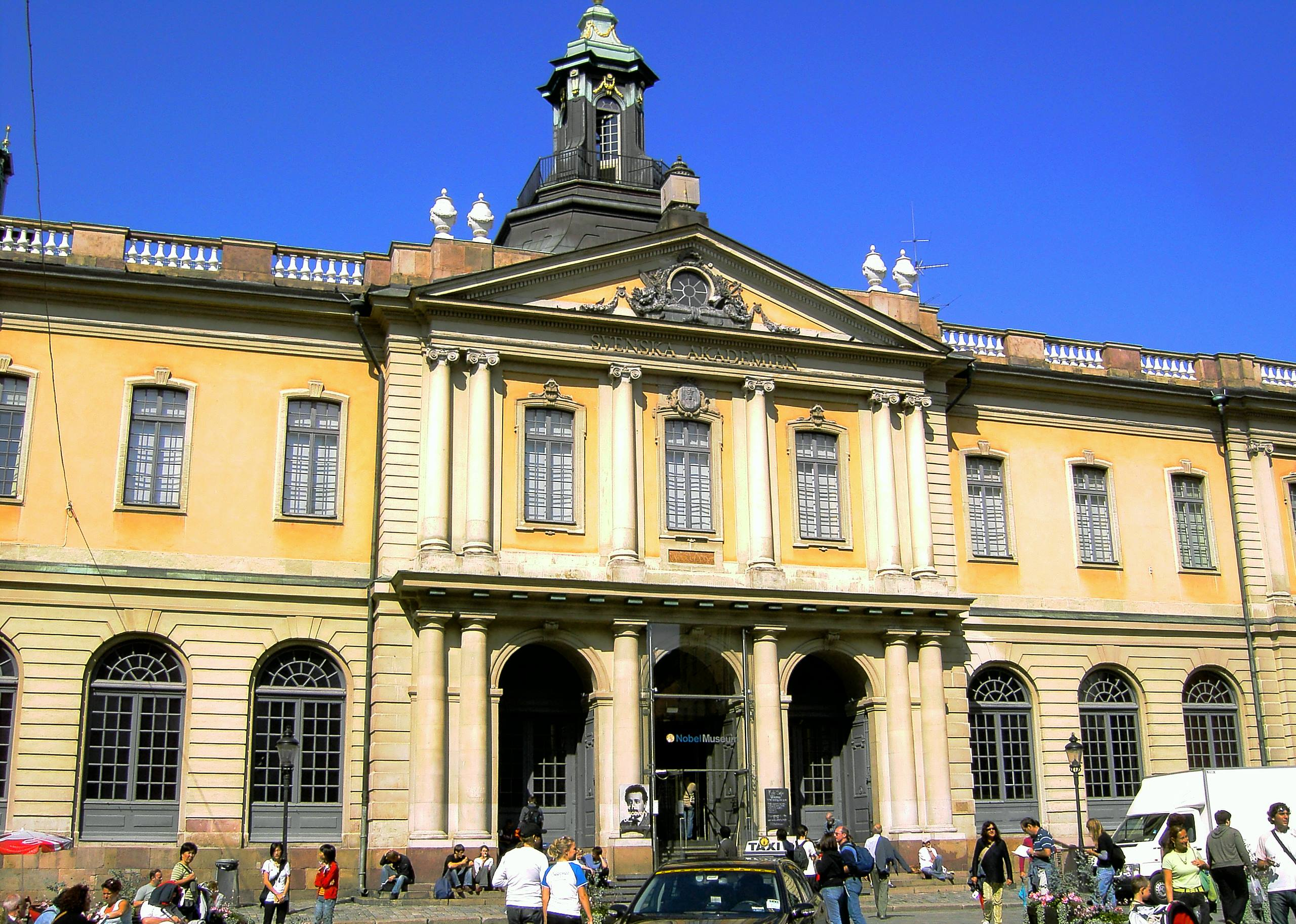
Het gebouw van de Academie

De Zweedse Academie of Svenska Akademien, gesticht in 1786 door koning Gustaaf III, is een van de Koninklijke Academies van Zweden. Ze telt achttien leden. Het motto van de Academie is "Talent en goede smaak" (Zweeds: Snille och Smak). Haar hoofddoel is de "puurheid, kracht en hoogheid" van de Zweedse taal te bevorderen. Voor dat doel geeft de Zweedse Academie een woordenboek (Svenska Akademiens ordbok) en een woordenlijst (Svenska Akademiens ordlista) uit. Van het woordenboek zijn dertien edities verschenen. Het eerste deel van de woordenlijst kwam uit in 1898. Deze uitgave was in 2013 gevorderd tot de letter U.
Sinds 1901 besluit de Academie wie de Nobelprijs voor de Literatuur krijgt.
Het gebouw dat bekendstaat als het Stockholmse beursgebouw (Börshuset) is gebouwd voor en in bezit van de Academie. Het is waar de leden van de Academie elkaar ontmoeten en waar de Academie de winnaar van de Nobelprijs voor de Literatuur bekendmaakt. Hierin is ook het Nobelmuseum gevestigd.

## Huidige leden
Huidige leden van de Zweedse Academie, in volgorde van zetelnummer:
| Zetel | Foto | Lid                | Geboren           | Verkozen | Opmerking                                                |
| ----- | ---- | ------------------ | ----------------- | -------- | -------------------------------------------------------- |
| 1.    |      | Eric M. Runesson   | 26 september 1960 | 2018     |                                                          |
| 2.    |      | Bo Ralph           | 4 oktober 1945    | 1999     | filosoof en linguïst                                     |
| 3.    |      | Vacant             | -                 | -        | vacant na overlijden van Sture Allén in juni 2022        |
| 4.    |      | Anders Olsson      | 19 juni 1949      | 2008     | permanent secretaris 2018-2019                           |
| 5.    |      | Ingrid Carlberg    | 30 november 1961  | 2020     |                                                          |
| 6.    |      | Tomas Riad         | 15 november 1959  | 2011     |                                                          |
| 7.    |      | Åsa Wikforss       | 25 juli 1961      | 2019     |                                                          |
| 8.    |      | Jesper Svenbro     | 10 maart 1944     | 2006     |                                                          |
| 9.    |      | Ellen Mattson      | 22 september 1962 | 2019     |                                                          |
| 10.   |      | Peter Englund      | 4 april 1957      | 2002     | historicus en schrijver; permanent secretaris 2009–2015  |
| 11.   |      | Mats Malm          | 10 mei 1964       | 2018     | permanent secretaris                                     |
| 12.   |      | Per Wästberg       | 20 november 1933  | 1997     |                                                          |
| 13.   |      | Anne Swärd         | 16 februari 1969  | 2019     |                                                          |
| 14.   |      | Steve Sem-Sandberg | 16 augustus 1958  | 2020     | schrijver, journalist, criticus en vertaler              |
| 15.   |      | Jila Mossaed       | 4 april 1948      | 2018     |                                                          |
| 16.   |      | Vacant             | -                 | -        | vacant na overlijden van Kjell Espmark in september 2022 |
| 17.   |      | Horace Engdahl     | 30 december 1948  | 1997     | permanent secretaris 1999–2009                           |
| 18.   |      | Tua Forsström      | 2 april 1947      | 2019     |                                                          |